# Джон-д-Ор-Прері 215
Джон-д-Ор-Прері 215 (англ. John d'Or Prairie 215) — індіанська резервація в Канаді, у провінції Альберта, у межах спеціалізованого муніципалітету Маккензі.

## Населення
За даними перепису 2016 року, індіанська резервація нараховувала 1196 осіб, показавши зростання на 6,5%, порівняно з 2011-м роком. Середня густина населення становила 7 осіб/км².
З офіційних мов обидвома одночасно володіли 5 жителів, тільки англійською — 1 190, а 5 — жодною з них. Усього 760 осіб вважали рідною мовою не одну з офіційних, з них усі — одну з корінних мов.
Працездатне населення становило 40,3% усього населення, рівень безробіття — 16,1%.
Середній дохід на особу становив $23 722 (медіана $18 240), при цьому для чоловіків — $21 193, а для жінок $26 400 (медіани — $15 296 та $20 800 відповідно).
11,5% мешканців мали закінчену шкільну освіту, не мали закінченої шкільної освіти — 74,8%, 12,9% мали післяшкільну освіту, з яких 38,9% мали диплом бакалавра, або вищий.
| Статево-вікова структура населення | Статево-вікова структура населення | Статево-вікова структура населення | Статево-вікова структура населення | Статево-вікова структура населення |
| ---------------------------------- | ---------------------------------- | ---------------------------------- | ---------------------------------- | ---------------------------------- |
|                                    |                                    |                                    |                                    |                                    |
| Всього                             | Всього                             | 52,7%47,3%                         |                                    |                                    |
| 0 — 14 років                       | 0 — 14 років                       |                                    | 41,7%                              | 41,7%                              |
| 15 — 64 років                      | 15 — 64 років                      |                                    | 55%                                | 55%                                |
| 65 і більше                        | 65 і більше                        |                                    | 3,3%                               | 3,3%                               |
| Середній вік (років)               | Середній вік (років)               | 22,323,0                           | 22,6                               | 22,6                               |
| Медіана (років)                    | Медіана (років)                    | 18,118,2                           | 18,2                               | 18,2                               |
| — чоловіки — жінки                 |                                    |                                    |                                    |                                    |

| Походження мешканців:     | Походження мешканців:     | Походження мешканців: | Походження мешканців: | Походження мешканців: |
| ------------------------- | ------------------------- | --------------------- | --------------------- | --------------------- |
| Походження                |                           |                       | осіб                  | %                     |
| Корінні американці        | Корінні американці        |                       | 1 165                 | 97.49%                |
| Інше північноамериканське | Інше північноамериканське |                       | 0                     | 0%                    |
| Європейське               | Європейське               |                       | 140                   | 11.72%                |
| британське                | британське                |                       | 35                    | 2.93%                 |
| французьке                | французьке                |                       | 85                    | 7.11%                 |
| українське                | українське                |                       | 10                    | 0.84%                 |

## Клімат
Середня річна температура становить -0,6°C, середня максимальна – 21,4°C, а середня мінімальна – -28,2°C. Середня річна кількість опадів – 392 мм.
| Клімат поселення                              | Клімат поселення | Клімат поселення | Клімат поселення | Клімат поселення | Клімат поселення | Клімат поселення | Клімат поселення | Клімат поселення | Клімат поселення | Клімат поселення | Клімат поселення | Клімат поселення | Клімат поселення |
| Показник                                      | Січ.             | Лют.             | Бер.             | Квіт.            | Трав.            | Черв.            | Лип.             | Серп.            | Вер.             | Жовт.            | Лист.            | Груд.            |                  |
| Середній максимум, °C                         | −14,62           | −9,35            | −2,51            | 8,90             | 16,58            | 21,37            | 20,90            | 19,12            | 13,32            | 5,93             | −5,97            | −14,46           |                  |
| Середня температура, °C                       | −21,42           | −16,2            | −9,32            | 2,10             | 9,78             | 14,57            | 16,66            | 14,89            | 9,10             | 1,71             | −10,19           | −18,68           |                  |
| Середній мінімум, °C                          | −28,24           | −22,98           | −16,12           | −4,72            | 2,95             | 7,74             | 12,43            | 10,66            | 4,87             | −2,51            | −14,41           | −22,9            |                  |
| Норма опадів, мм                              | 21               | 19               | 23               | 19               | 34               | 50               | 65               | 54               | 36               | 28               | 23               | 20               |                  |
| Середньомісячна швидкість вітру, м/с          | 2.37             | 2.48             | 2.80             | 3.00             | 3.10             | 2.88             | 2.58             | 2.60             | 2.89             | 3.00             | 2.60             | 2.28             |                  |
| Середньомісячна сонячна радіація, кДж/м²·день | 1919             | 4815             | 10345            | 16660            | 20683            | 22039            | 20959            | 16544            | 10476            | 5293             | 2194             | 1194             |                  |
| --------------------------------------------- | ---------------- | ---------------- | ---------------- | ---------------- | ---------------- | ---------------- | ---------------- | ---------------- | ---------------- | ---------------- | ---------------- | ---------------- | ---------------- |
| Джерело:                                      |                  |                  |                  |                  |                  |                  |                  |                  |                  |                  |                  |                  |                  |